# Carl Adolf Fahlstedt
Carl Adolf Fahlstedt. född den 19 april 1788, död den 24 juli 1841, var en svensk-finländsk militär, farfar till språkmannen Carl Fahlstedt.
Fahlstedt var i finska kriget 1808-09 adjutant först hos Mauritz Klingspor, sedan hos Johan August Sandels. Han deltog senare i det norska fälttåget 1814, blev major 1828 och tog avsked 1834. Fahlstedt är bekant som förebilden för Runebergs frispråkige adjutant i Sandels.